# The Leek (Vol.1)
The Leek (Vol.1) è il diciassettesimo mixtape del rapper statunitense Chief Keef, pubblicato il 16 giugno 2015 dalle etichette discografiche Glo Gang e RBC Records.

## Tracce
1. Granny's – 3:33
2. Aston Martin – 4:49
3. Colors – 3:07
4. Who Whould've Ever Thought – 2:07
5. 24 – 4:31
6. How It Go – 3:34
7. Slam Dunkin – 2:40
8. Hundreds – 2:16
9. Close That Door – 3:34
10. Pull Up – 4:10
11. Save Me – 3:34
12. Either Way – 3:42
13. War – 3:18
14. Only Thing I Know – 4:16
15. Make It Count – 4:14